# 巴哈伊世界中心
32°48′52″N 34°59′13″E / 32.81444°N 34.98694°E

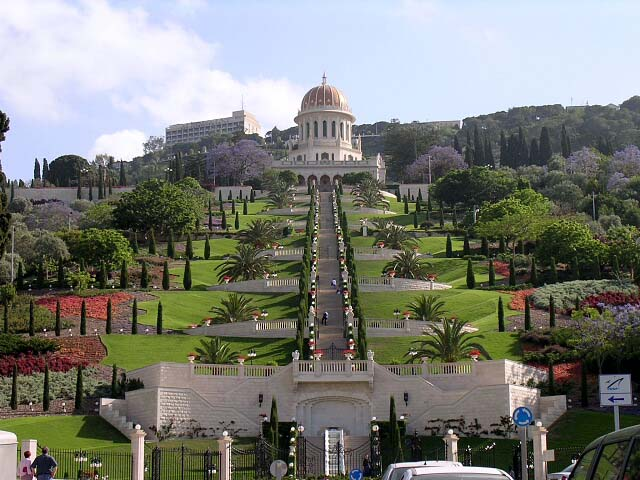
巴哈伊世界中心的巴哈伊圣地，包括巴孛灵殿和阶梯花园

位于以色列海法的巴哈伊世界中心是巴哈伊信仰的灵性和行政中心，世界中心包括了阿卡附近的巴哈欧拉陵寝，巴孛陵寝及卡梅尔山上的巴哈伊空中花园，以及许多其他巴哈伊拱形区内的建筑。
巴哈伊信仰的行政和协调工作大部分都在这里进行，包括全球层面的关于该宗教的决策，巴哈伊圣作的研究和翻译。世界正义院是巴哈伊的最高机构，也位于海法。巴哈伊世界中心也是目前巴哈伊信徒的巴哈伊信仰的朝圣地，其毗邻大海，建造在卡梅尔山之上，被沿坡建造的阶梯花园环绕。巴哈伊世界中心的许多地点，如阶梯花园，巴孛灵殿等共同形成卡梅尔山北坡奇观的元素作为巴哈伊圣地已在2008年7月被载入世界遗产名录。

## 历史

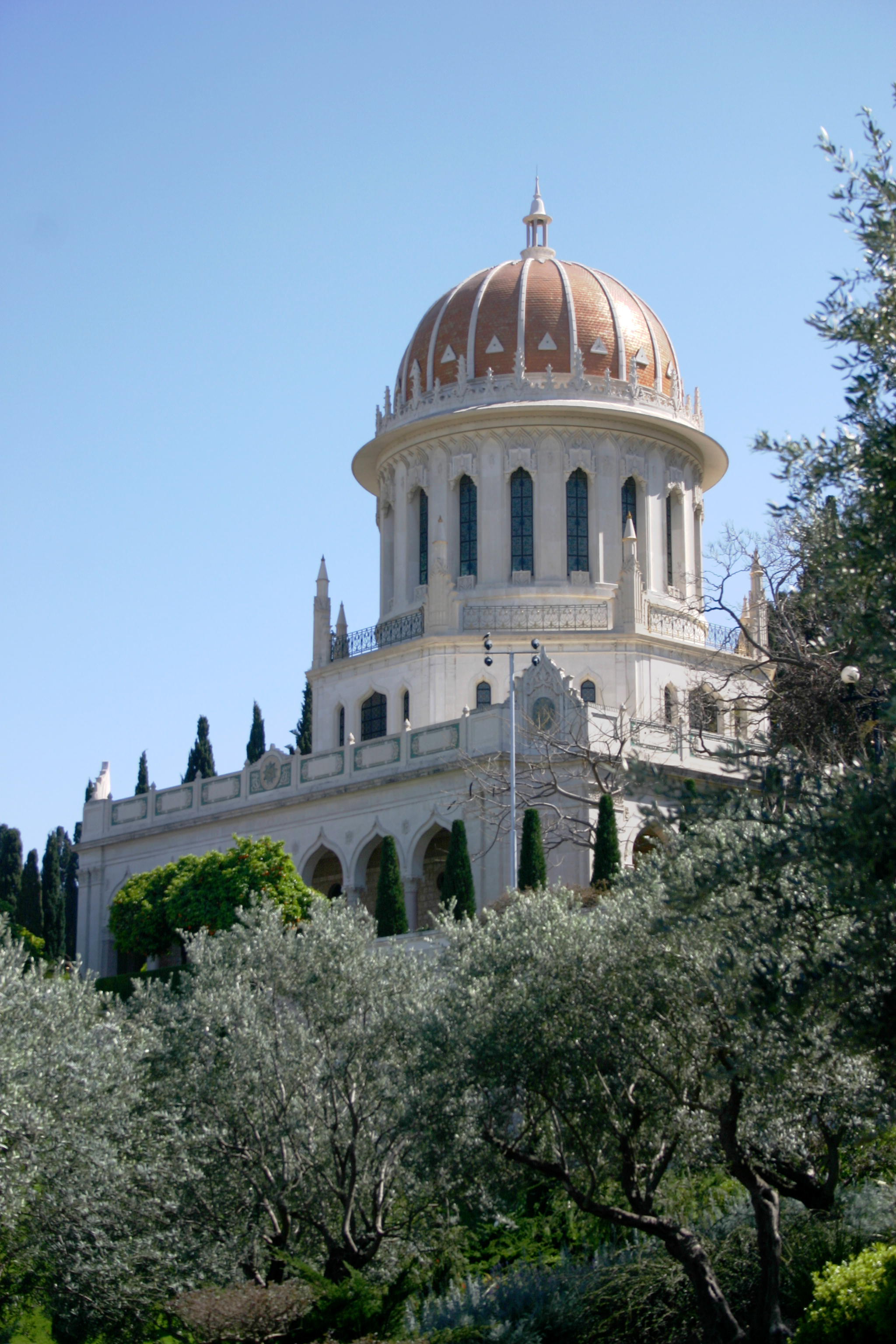
巴孛灵殿

行政中心的选址于海法、阿卡一带，是因为巴哈欧拉曾被放逐并囚禁在那，它的历史可追溯到奥斯曼叙利亚帝国时期，约1850-1860年，伊朗的沙赫和奥斯曼帝国的苏丹阿卜杜勒-阿齊茲一世，相继把巴哈欧拉从伊朗流放到阿卡监禁。1853年，巴哈欧拉从波斯被沙阿納賽爾丁·沙流放到当时奥斯曼帝国的巴格达。 1868年，奥斯曼帝国的苏丹应波斯沙赫要求，将巴哈欧拉流放至至阿卡，他在这一流放地度过了余生，通过某些国家与遍布中东、中亚和印度的追随者联系，直至1892年逝世。而阿卡就成了巴哈伊信仰传播网络的中心。当对巴哈欧拉的监管放松后，这里就成了全世界巴哈伊的朝圣地，巴哈伊信徒会长途旅行至此地，以朝见巴哈欧拉。
在对海法访问期间巴哈欧拉向其子阿博都·巴哈指示应将巴孛灵殿建造于此。行政中心建造在卡梅尔山之上同样也是巴哈欧拉在《卡梅尔书简》中指定的，这一决定还被列入了巴哈伊信仰管理的纲领性文件之中。
巴哈欧拉于1892年逝世，葬在巴吉宅邸。他的儿子阿博都巴哈继任了信仰的领袖，海法、阿卡一带继续是信仰活动的中心。他继续与全世界的巴哈伊联系，包括现在在西方的巴哈伊。当他在名义上仍然是一个囚禁在阿卡的囚徒时，阿博都·巴哈就安排了将巴孛的遗体从伊朗迁至当时的巴勒斯坦，购买了卡梅尔山的土地，以及巴孛陵寝的建造。这个过程花了10年，直到1909年。
1908年，青年土耳其党人革命释放了所有奥斯曼帝国的政治犯，阿博都巴哈也被释放了。革命后，他搬到海法巴孛陵寝附近居住，从此以后，信仰的行政中心就位于海法。 在阿博都巴哈最后的几年中，因为通信需求的大量增加，他聘用了几位秘书，其中包括几位使用西方语言的，并建造了朝圣者招待所。阿博都巴哈于1921年逝世，葬在海法，当时的巴勒斯坦。
阿博都巴哈逝世后，守基·阿芬第成为了巴哈伊信仰的领导者，他指导了海法附近地区几项工程的建设，1929年，他修葺了巴哈欧拉的巴吉宅邸，1950年代，获得了宅邸周围一片土地的合法所有权，并建造了一些花园。他还购买了阿卡附近其他一些与巴哈欧拉一生相关的土地，如阿布德宅邸。在海法周围，他扩大了巴孛陵寝的范围，1948-1953年，建造了金顶的上层结构，购买了陵寝周围的土地建造花园。守基·阿芬第还计划，在巴哈欧拉的《卡梅尔书简》中所定的信仰未来的管理机构，包括世界正义院，将坐落在拱形区域内，被花园环绕。拱形的中轴将是纪念花园，巴哈伊信仰神圣家族部分成员的陵墓将坐落于此。在他有生之年，他开始建造拱形区域里的第一座楼，国际档案馆。
拱形区域内的其他建筑，包括世界正义院，巴哈伊圣作研习中心，国际传导中心，分别在1982年、1999年和2000年建成。 第五座计划修建的是国际巴哈伊图书馆，将建在拱形区域的东头。围绕在巴孛陵寝周围的巴哈伊空中花园也在2001年建成。

## 行政

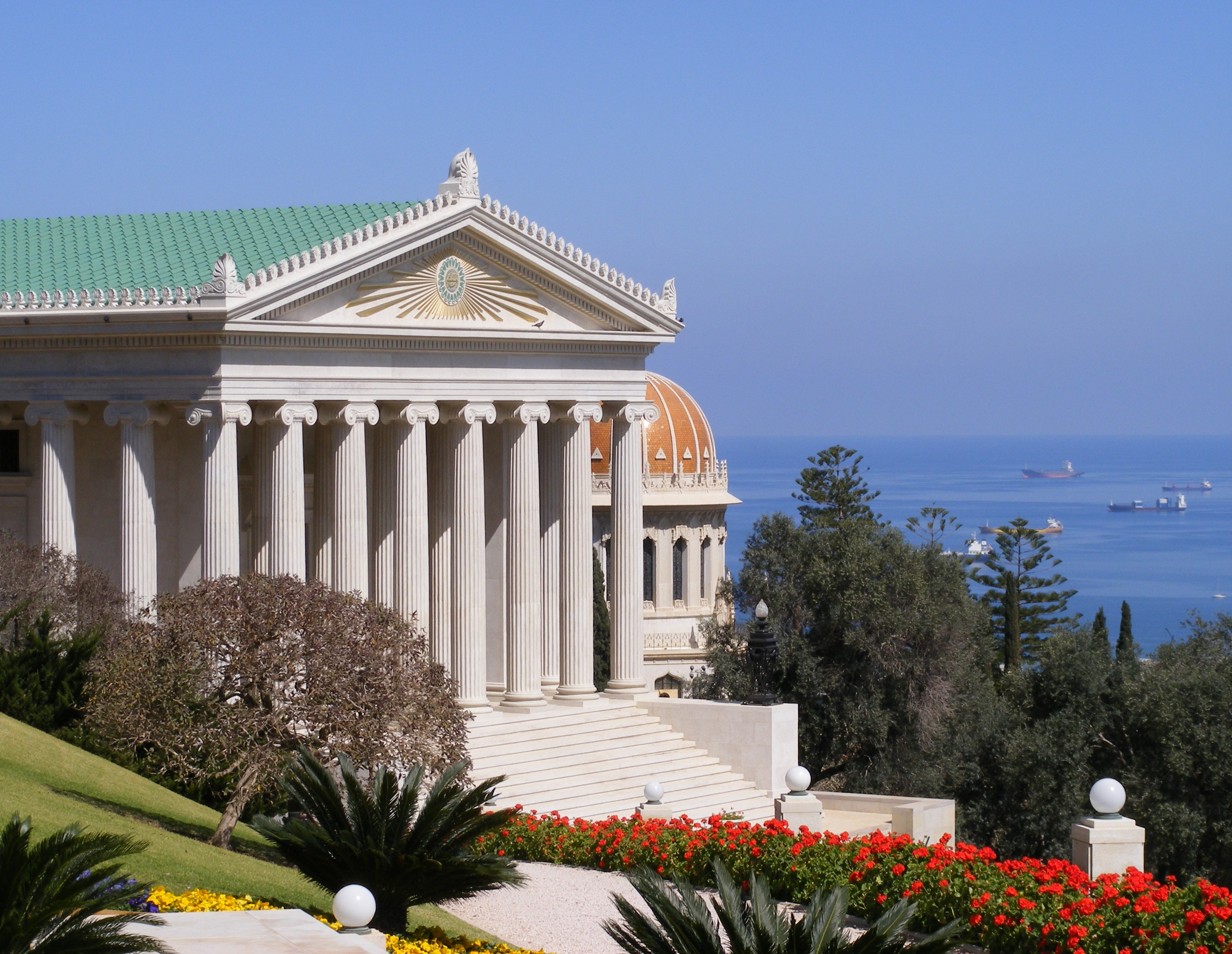
国际档案馆

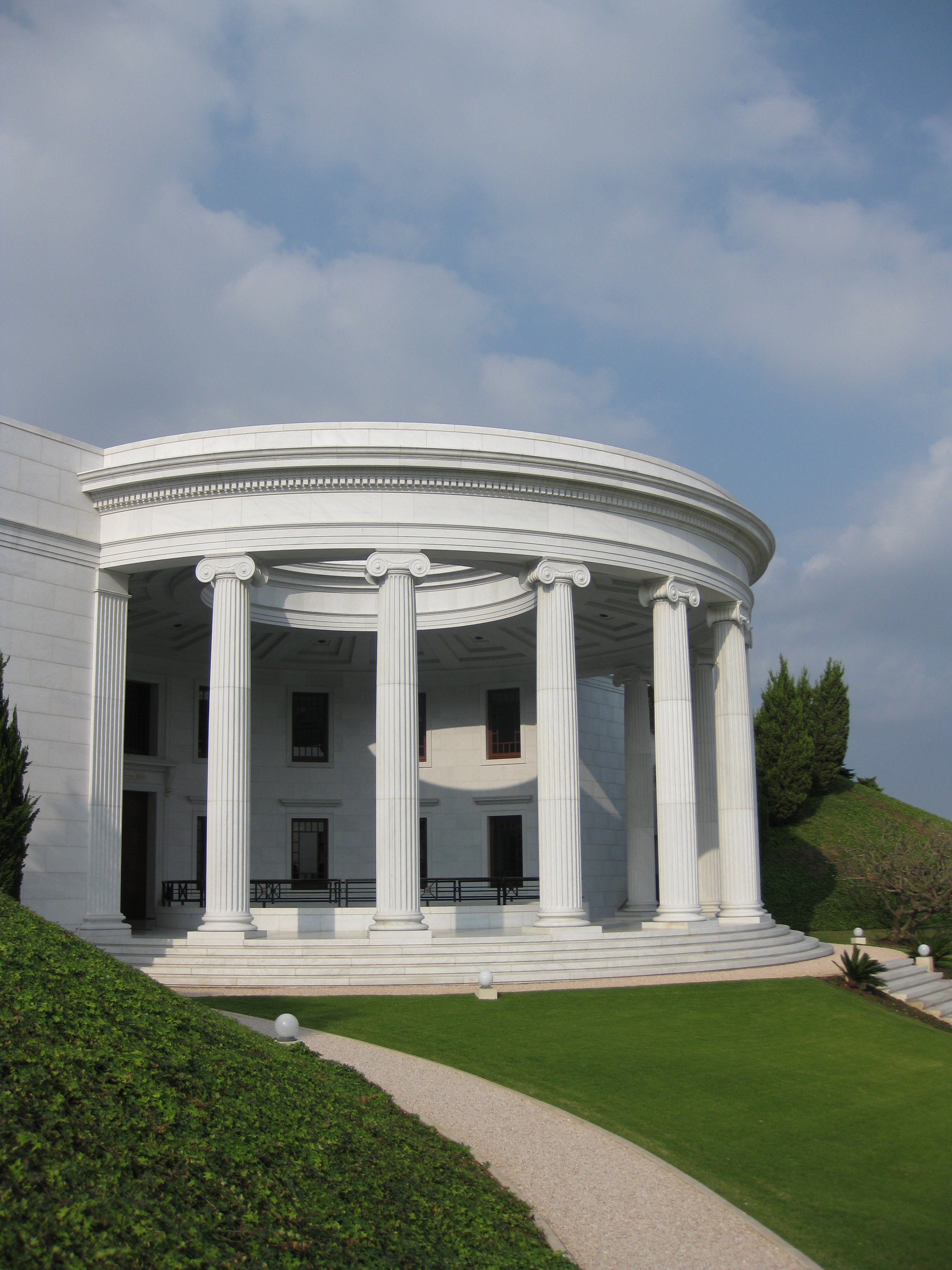
圣作研习中心

凡涉及巴哈伊教的任何国际性事务都是在巴哈伊世界中心中进行处理和协调的，包括执行在全球范围内影响巴哈伊教的决定，管理国际基金以及巴哈伊圣约的研究与翻译事务。世界正义院位于海法，是巴哈伊教最高行政机构。国际传导中心也位于海法，负责管理导师以及协调和世界正义院的联络。
在守基·阿芬第担任巴哈伊信仰圣护期间，英国托管的巴勒斯坦地区正陷入一场不断升级的冲突之中。随着1948年托管政府的终结以及阿以战争的爆发，身处巴勒斯坦的众多巴哈伊教徒不得不离开这一地区，只有圣护守基·阿芬第和少数教徒仍然坚守圣地。1963年首届世界正义院在海法选举成立，以色列政府也同时承认了其作为巴哈伊教合法的最高管理机构。从此以后，巴哈伊世界中心在海法的工作人员数量就增加到了几百人，来自六十多个国家。.工作人员数量的增加是因为巴哈伊社团在全球范围内扩展，以及世界中心工作范围本身在扩展。工作人员的种类包括：世界正义院的特别部门，如秘书处，研究，财政，统计和花园与建筑的维护，以及其他巴哈伊机构的职位，如社会经济发展和国际传导中心办公室。
有趣的是，尽管在海法和阿卡的行政中心有上百名志愿者，但在以色列当地却没有有关巴哈伊教的正式活动，也就是说在以色列，是没有十九日灵宴会等宗教集会的。另外，自巴哈欧拉的时代起，教徒必须恪守不对以色列当地群众传授巴哈伊教，有关该教信仰的正式声明等在以色列也是被禁止的。这些规定在世界正义院1995年发表的文件中有明确说明：
|  | ……以色列民众可以接触巴哈伊教的相关信息，以及它的历史和基本教义，很多以色列图书馆都配置有关巴哈伊教的书籍，我们也欢迎以色列民众游览灵殿及周围的花园。但是，教徒必须恪守自从巴哈欧拉时代起的严格政策规定，不对以色列当地群众传授巴哈伊教，同样，如果境外的以色列人打算回国的话，也不能向他们传授。若以色列民众问起有关（巴哈伊）信仰的问题，教徒可以回答，但只能提供事实信息，不能使用能够进一步激起他们兴趣的表述。” |

## 外部連結
- 巴哈伊世界中心官方網頁 （页面存档备份，存于）
- 巴哈伊世界中心照片